# Johan Ferrier
Pour les articles homonymes, voir Ferrier.
Johan Ferrier (né le 12 mai 1910, à Paramaribo au Suriname – mort le 4 janvier 2010 à Oegstgeest aux Pays-Bas) est un homme d'État surinamais, premier président de la République du 25 novembre 1975 au 13 août 1980, avant d'être renversé par un coup d'État militaire mené par le colonel Dési Bouterse. Il avait été auparavant Premier ministre de 1955 à 1958 puis le dernier gouverneur général de la période coloniale néerlandaise de 1968 à 1975.
Lors d'un sondage en 1999, il a été élu homme politique le plus important du Suriname au XXe siècle.

## Biographie
Ferrier est né en 1910 dans la plus grande ville du Suriname et sa capitale, Paramaribo.
Ferrier était le cofondateur des Boy Scouts van Suriname et son premier chef scout. À 16 ans, il était enseignant dans le district de Saramacca et a fondé son premier groupe de scouts. Ce groupe existe toujours et porte désormais le nom « De Johan Ferrier Groep, De Groep 2 Oranje Dassers ».
En 1946, il participa à la création du parti national, tandis que le Suriname était une colonie néerlandaise. Ferrier a été membre du Conseil national jusqu'en 1948. Il s'est ensuite rendu à Amsterdam aux Pays-Bas pour étudier les sciences de l'éducation. De retour au Suriname, devenu alors un pays autonome au sein du royaume des Pays-Bas, il poursuit ses études et devient enseignant. Il a exercé les fonctions de Premier ministre et de ministre de l'Intérieur pendant trois ans, de 1955 à 1958. Il a également passé du temps en tant que responsable de l'éducation au Suriname. De 1968 à 1975, il occupa le poste de gouverneur. À cette date, le Suriname devient indépendant. Ferrier est choisi comme président du pays. Le coup d'État de 1980 de Desi Bouterse a incité Ferrier à démissionner dans les six mois.
Après sa démission, Ferrier et sa famille partent vivre aux Pays-Bas. Il se retire à Oegstgeest. Une de ses filles, Kathleen Ferrier, a été membre de la Chambre des représentants des Pays-Bas pour l'Appel chrétien-démocrate. En 2005, les mémoires de Ferrier, dernier gouverneur, premier président : le siècle de Johan Ferrier, surinamais, ont été publiés. La reine des Pays-Bas lui octroie le titre de chevalier.
Ferrier est mort dans son sommeil d'une insuffisance cardiaque en son domicile à Oegstgeest à l'âge de 99 ans, quatre mois avant son centième anniversaire. Son corps a été retrouvé tôt le matin du 4 janvier 2010. Son épouse est décédée en 1997.
La reine Beatrix des Pays-Bas lui a rendu hommage. Le Premier ministre Jan Peter Balkenende a déclaré que M. Ferrier était "un homme d'État sage et faisant autorité". L'homme politique et diplomate Jan Pronk a rendu hommage à sa capacité à dépasser les clivages.
Ferrier a été enterré le 11 janvier 2010 à Oegstgeest, en Hollande, où il vivait depuis 1980. Depuis le 16 avril 2009, date à laquelle l'ancien président soudanais Abdel Halim Muhammad est décédé jusqu'à sa propre mort, Ferrier était l'ancien chef d'État le plus âgé du monde.
Le 12 mai 2010, jour où Johan Ferrier aurait célébré son 100e anniversaire, le Fonds Johan Ferrier a été officiellement lancé. Le Fonds s'efforce de suivre ses traces en soutenant des projets surinamais à des fins éducatives et culturelles. Le fonds Johan Ferrier est une initiative de sa fille Joan Ferrier qui a présenté le fonds pour la première fois en présence de son père en septembre 2009.
 